# Trattato di Parigi (1229)
Il trattato di Parigi del 12 aprile 1229, conosciuto anche come trattato di Meaux (perché concluso nella località di Meaux presso Parigi) fu l'atto di conclusione della Crociata degli Albigesi; venne siglato da un lato, per il re Luigi IX di Francia (San Luigi) da sua madre, la regina reggente Bianca di Castiglia e dall'altro da Raimondo VII conte di Tolosa; Raimondo si dichiarò sconfitto e sottomesso; sua figlia Giovanna di Tolosa avrebbe sposato il fratello del re, Alfonso conte di Poitou; essendo Giovanna l'erede di Raimondo, questo trattato fu in pratica un accordo per far passare la contea di Tolosa con gran parte della Linguadoca, nei domini dei Capetingi di Francia.

## Conseguenze
Questo trattato segna la fine della autonomia politica e culturale dell'Occitania: Raimondo con esso cedette direttamente al Re circa metà dei propri domini, mentre la restante parte, ereditata alla sua morte dalla figlia Giovanna, sarebbe passata a suo genero, cioè al fratello del re stesso. Raimondo riottenne i suoi diritti feudali ma dovette giurare fedeltà ed alleanza a Luigi IX, inoltre molte delle sue fortificazioni dovettero essere smantellate. In questo modo i Catari (o Albigesi) non ebbero più alcun tipo di protezione. 